# 南部信真
南部 信真（なんぶ のぶまさ）は、江戸時代中期から後期にかけての大名。通称は主水、左衛門尉。陸奥国八戸藩8代藩主。官位は従五位下・左衛門尉。

## 生涯
第6代藩主・南部信依の3男として江戸にて誕生。母は鈴木幸右衛門の娘・織瀬。幼名は安吉。生年は安永7年（1778年）とも。
寛政7年（1795年）9月14日、実兄・信房の養子となる。同年11月1日、11代将軍・徳川家斉に御目見する。寛政8年（1796年）2月13日、信房の隠居により家督を継ぐ。同年12月19日、従五位下・左衛門尉に叙任する。
藩政では野村軍記を登用し、藩の財政改革に取り組む。天保9年（1838年）10月15日、城主格に昇格した。長男の信経、次男の信一が相次いで夭折したため、信順を養子に迎えた。天保13年（1842年）5月11日、隠居し、養子・信順に家督を譲った。このほか、四男・忠文、五男・真勝、娘（市橋長富正室）、娘（植村家貴正室）、鶴姫（南部信順正室）がいる。
弘化3年（1846年）死去。享年67。

## 治世
信真は野村軍記を「御主法替主任」に任じ、歴代藩主の中でも徹底した藩政改革を行った。最初は八戸藩の産物であった大豆を藩で強制的に買い上げる一方で、年貢を厳しく取り立てる方策を取った。さらに領内産物の藩の独占を狙い、領内産物の取引額では随一であった七崎屋に対して、使用人が藩の封印を破ったことを口実に取り潰すなどの強硬策に出た。
藩財政は好転を見せるが、こうした強権的ともとれる政策は領民の反発を招く結果となる。天保の大飢饉をきっかけとして天保5年（1834年）に発生した久慈・軽米通 稗三合一揆によって、野村軍記が責任を負う形で失脚した。

## 系譜
父母
- 南部信依（実父）
- 織瀬 ー 鈴木幸右衛門の娘、側室（実母）
- 南部信房（養父）

正室
- 大久保忠顕の娘

側室
- 貴子
- 菊

子女
- 南部信経（長男）
- 南部信一（次男）
- 南部忠文（四男）
- 南部真勝（五男）
- 鶴姫（八女） ー 南部信順の正室、生母は菊
- 市橋長富正室
- 植村家貴正室

養子
- 南部信順 ー 島津重豪の十四男